# Lowesby
Lowesby är en ort och civil parish i Storbritannien.   Den ligger i grevskapet Leicestershire och riksdelen England, i den södra delen av landet, 140 km norr om huvudstaden London. Lowesby ligger 152 meter över havet och antalet invånare är 127.
Terrängen runt Lowesby är platt. Runt Lowesby är det ganska tätbefolkat, med 134 invånare per kvadratkilometer. Närmaste större samhälle är Leicester, 13,7 km väster om Lowesby. Trakten runt Lowesby består till största delen av jordbruksmark.